# Marc Aaronson
Marc Aaronson (Los Angeles, 24 agosto 1950 – Tucson, 30 aprile 1987) è stato un astronomo statunitense.

## Biografia
Aaronson studiò al California Institute of Technology dove conseguì un BSc nel 1972. Completò nel 1977 un Ph.D. con una dissertazione sull'apertura fotometrica quasi a infrarossi delle galassie. Successivamente lavorò come professore associato di astronomia all'Università dell'Arizona.  Aaronson e Jeremy Mould vinsero il premio George Van Biesbroeck nel 1981 e il premio Newton Lacy Pierce Prize per l'astronomia nel 1984 dall'American Astronomical Society.
I suoi lavori si concentrarono in tre campi: la determinazione della costante di Hubble H0, utilizzando la relazione di Tully-Fisher, lo studio di stelle al carbonio e la distribuzione di velocità delle stelle nelle galassie nane sferoidali.
Aaronson morì in un tragico incidente avvenuto la sera del 30 aprile 1987 nella cupola del Telescopio Mayall dell'Osservatorio Nazionale di Kitt Peak. Aaronson morì schiacciato dallo sportello che conduceva al ballatoio esterno quando una scala, collegata alla cupola girevole, lo fece chiudere di colpo su di lui. Un interruttore posto sullo sportello spegneva automaticamente il motore che faceva ruotare la cupola ma questa continuò a girare per inerzia consentendole così di colpire lo sportello.  Gli osservatori non avrebbero dovuto aprire lo sportello mentre la cupola era in movimento, proprio per questo possibilie pericolo dovuto ad un errore di progettazione che fu corretto subito dopo l'incidente accorciando la scala e ridisegnando lo sportello.
L'asteroide 3277 Aaronson è stato così chiamato in suo onore.